# Калибровъчен бозон
Калибровъчните бозони са група елементарни частици (бозони), които са носители на някое от фундаменталните взаимодействия в природата. Стандартният модел на физиката на елементарните частици включва три типа калибровъчни бозони:
- фотони, които са носител на електромагнитното взаимодействие
- W и Z бозони, които са носител на слабото ядрено взаимодействие
- глуони, които са носител на силното ядрено взаимодействие